# Steel Train
Gli Steel Train sono stati un gruppo musicale statunitense fondato nel 1999 da Jack Antonoff.
Il gruppo ha pubblicato il suo primo EP For You My Dear nel 2003 sotto l'etichetta discografica Drive-Thru Records, seguito sempre nello stesso anno dall'EP 1969. Nel 2005 hanno pubblicato il primo album in studio Twilight Tales from the Prairies of the Sun sempre sotto l'etichetta Drive-Thru. Il gruppo si è sciolto nel 2013, tre anni dopo la pubblicazione del loro terzo album in studio, in seguito ad un concerto finale al Bowery Ballroom di New York. Si sono esibiti nel 2008 al Lollapalooza e nel 2009 al Coachella Music Festival.

## Formazione
- Daniel Silbert
- Evan Winiker
- Jack Antonoff
- Jon Shiffman
- Matthew Goldman
- Matthias Gruber
- Scott Irby-Ranniar

## Discografia

### Album in studio
- Twilight Tales from the Prairies of the Sun (2005)
- Trampoline (2007)
- Steel Train (2010)

### Raccolte
- Terrible Thrills, Vol. 1 (2010)

### EP
- For You My Dear (2003)
- 1969 (2003)